# Parahyphus
Parahyphus is een kevergeslacht uit de familie van de boktorren (Cerambycidae). De wetenschappelijke naam van het geslacht werd voor het eerst geldig gepubliceerd in 1959 door Gressitt.

## Soorten
Parahyphus omvat de volgende soorten:
- Parahyphus cazeresae Vives & al., 2011
- Parahyphus comusioides (Gressitt, 1951)